# La Goony Chonga
Kasey Rose Avalos (Miami, Florida; 19 de marzo de 1992), conocida por el seudónimo La Goony Chonga, es una cantante estadounidense de música urbana latina. Es presentada al público como la «reina del treaggaeton», género musical del que se proclama fundadora, a caballo entre el Tread y el reguetón. Es considerada por la crítica una artista de referencia de la música urbana latina en los Estados Unidos y un icono de la escena.

## Carrera musical
De origen cubanoamericana y nacida en Miami, Avalos desde muy joven se interesó por la música y la escritura: desde los 7 años compuso poemas e hizo freestyle. No fue hasta los veinte años que decidió dedicarse profesionalmente a ello porque, según ella misma, se dio cuenta de que podía grabar música por su cuenta y que no necesitaba «ser famosa por entrar en un estudio». Produjo muchas de sus canciones en su propia casa
Avalos financió los inicios de su carrera musical con un trabajo de estríper, una faceta a la que hace referencia como una de sus principales inspiraciones en parte de su trabajo, especialmente en el álbum Dinero (2018).
El alias La Goony Chonga que adoptaría nace del slang español de Miami. Según Avalos, chonga es un término utilizado para describir una mujer «trabajadora, sexualizada, agresiva y emocionalmente expresiva con mucha confianza y energía poderosa». Añade que una chonga tiene «un estilo particular con mucho brillo, ropa apretada, pendientes grandes y siempre va pintada con delineador de ojos».

## Discografía

### Álbumes
| El Título          | Detalles |
| ------------------ | --- |
| Santeria Pussy     | - Lanzamiento: 19 de junio de 2013 - Discográfica: Autoeditada - Formato: CD, descarga digital, streaming   |
| Santeria Pussy 2   | - Lanzamiento: 24 de octubre de 2015 - Discográfica: Autoeditada - Formato: CD, descarga digital, streaming |
| Dinero             | - Lanzamiento: 11 de septiembre de 2018 - Discográfica: Autoeditada - Formato: Descarga digital, streaming  |
| Dimen5ión          | - Lanzamiento: 15 de noviembre de 2019 - Discográfica: Autoeditado - Formato: Descarga digital, streaming   |
| La Hora de Perrear | - Lanzamiento: 3 de marzo de 2023 - Discográfica: Autoeditado - Formato: Descarga digital, streaming        |
| Goonyverso         | - Lanzamiento: 11 de noviembre de 2023 - Discográfica: Autoeditado - Formato: Descarga digital, streaming   |

### Sencillos

#### Como artista principal
| El Titiulo                       | Año  | Álbum                              |
| -------------------------------- | ---- | ---------------------------------- |
| "I Don't Really Think So"        | 2016 | Sencillo no perteneciente al álbum |
| "Tengo Dinero" (Con Trap Sade)   | 2016 | Sencillo no perteneciente al álbum |
| "Money I Get"                    | 2016 | Sencillo no perteneciente al álbum |
| "Cash On Me"                     | 2016 | Sencillo no perteneciente al álbum |
| "Spendin"                        | 2016 | Sencillo no perteneciente al álbum |
| "Fast Money"                     | 2016 | Sencillo no perteneciente al álbum |
| "Buena y Guapa"                  | 2016 | Sencillo no perteneciente al álbum |
| "Yo se"                          | 2016 | Sencillo no perteneciente al álbum |
| "La Puteria"                     | 2016 | Sencillo no perteneciente al álbum |
| "La Chismoteka" (con La Zowi)    | 2017 | Sencillo no perteneciente al álbum |
| "Tira Tira (con Sickboyrari)"    | 2017 | Sencillo no perteneciente al álbum |
| "Krazy Gloo"                     | 2017 | Sencillo no perteneciente al álbum |
| "Joya de Oro" (con Trap Sade)    | 2017 | Sencillo no perteneciente al álbum |
| "No Effort" (Remix)"             | 2018 | Sencillo no perteneciente al álbum |
| "Hasta Luego"                    | 2018 | Sencillo no perteneciente al álbum |
| "Poder"                          | 2018 | Sencillo no perteneciente al álbum |
| "Be Me"                          | 2018 | Sencillo no perteneciente al álbum |
| "No Me Digas"                    | 2018 | Sencillo no perteneciente al álbum |
| "Trust No Bitch (con Nikki Neal) | 2018 | Sencillo no perteneciente al álbum |
| "Kuccifrito" (con Bea Pelea)     | 2019 | Sencillo no perteneciente al álbum |
| "No Quieres Lío"                 | 2019 | Dimension                          |
| "Fierea"                         | 2019 | Sencillo no perteneciente al álbum |
| "Duro 2005"                      | 2019 | Dimension                          |
| "In My Zone"                     | 2020 | Sencillo no perteneciente al álbum |
| "Nadie Mas"                      | 2020 | Sencillo no perteneciente al álbum |
| "Chongafied Theme Song"          | 2020 | Sencillo no perteneciente al álbum |
| "Woah"                           | 2020 | Sencillo no perteneciente al álbum |
| "Mirame"                         | 2021 | Descontrol                         |
| "Control"                        | 2021 | Sencillo no perteneciente al álbum |
| "Thangin" (con Gangsta Boo)      | 2021 | Sencillo no perteneciente al álbum |
| "No Quieres Lío 2"               | 2021 | Sencillo no perteneciente al álbum |
| "Take It Easy" (con Nick Garcia) | 2022 | Sencillo no perteneciente al álbum |
| "Chongtivity Activity"           | 2022 | Sencillo no perteneciente al álbum |
| "La Pachanga"                    | 2022 | La Hora de Perrear                 |
| "Abanico"                        | 2022 | La Hora de Perrear                 |
| "Jodedera"                       | 2023 | Sencillo no perteneciente al álbum |
| "Diskotech" (con Maxine Ashley)  | 2023 | Sencillo no perteneciente al álbum |

## Estilo
Mientras Avalos comenzó a entrar en el mundo de la música con freestlye en inglés, a los pocos años pasó a experimentar con el trap para finalmente entrar en el mundo de la música latina. Dinero, su tercer LP, fue el primer trabajo completamente en español, aunque previamente había lanzado sencillos en ese idioma (Buena y Guapa y Tengo Dinero). Fue a partir de ese momento que La Goony Chonga ganó espacio en la escena española. En 2019 tocó en el Primavera Sound en la que sería su primera actuación en un gran festival.
En sus letras aparecen recurrentemente el dinero, el sexo y las drogas. Su eslogan más famoso es «la chonguitona que tú conoces».
Ha colaborado y actuado con artistas españoles como Bea Pelea, La Zowi o Yung Beef, con los que compartió escenario en enero de 2019 en la sala Apolo de Barcelona.
La música de La Goony Chonga se basa en las influencias de Pitbull, Ivy Queen, Celia Cruz y del hip hop y reguetón de la década de 2000, y su estilo está inspirado en Madonna, Gwen Stefani y Selena.
Sus canciones se han escuchado en la New York Fashion Week y en la Mercedes Benz Fashion Week de Berlín. El aclamado rapero Frank Ocean ha hecho que su música suene en su radio (blondedRadio) y ha recibido el reconocimiento de los medios especializados de Estados Unidos como The Fader. De la mano de su amiga Rosalía y Arca, La Goony Chonga tuvo dos espacios en Motomami Los Santos, la estación de radio de las dos primeras en Grand Theft Auto V, donde además estrenó el remix de "KLK" junto a Ivy Queen.